# Karl Braun (Bischof)

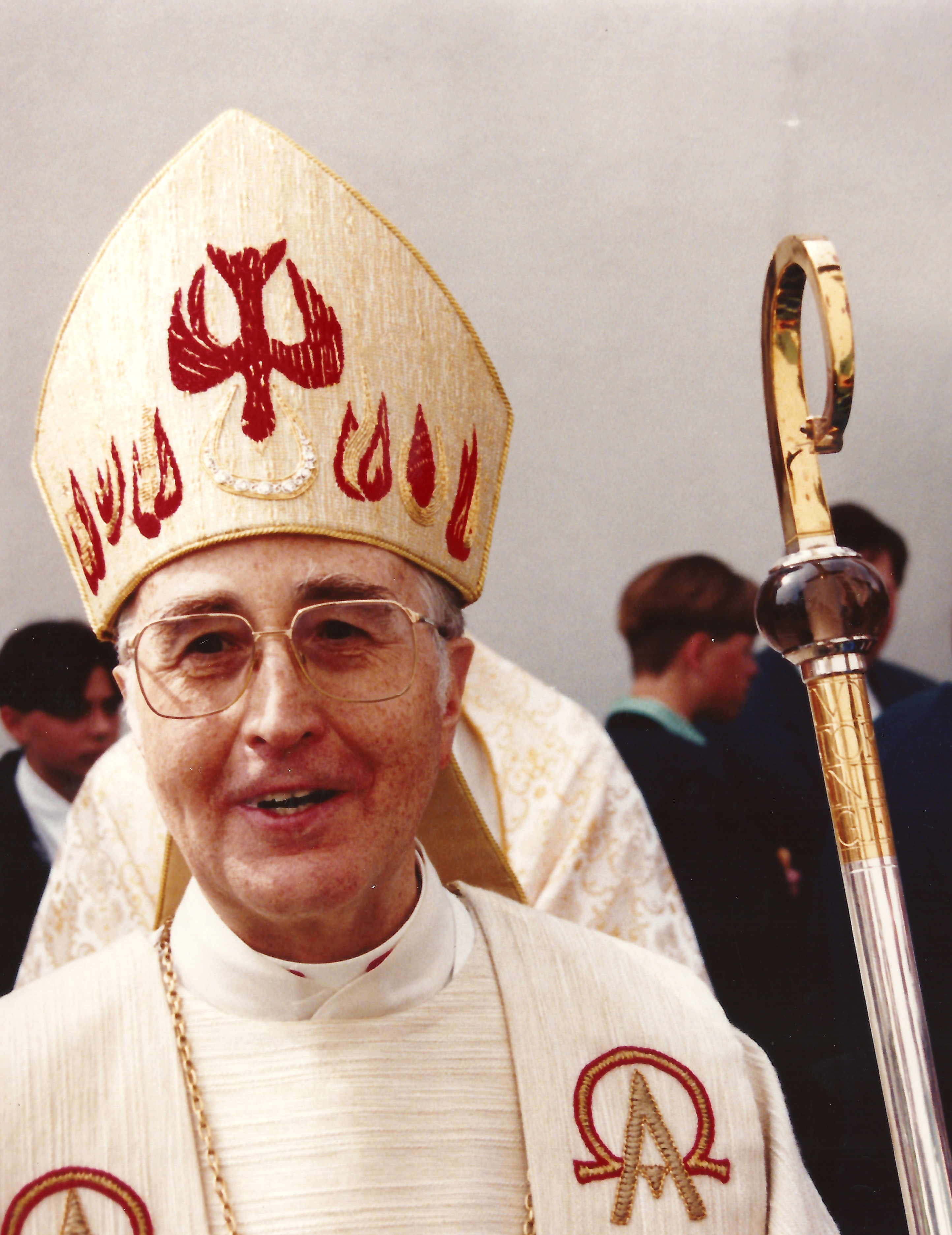
Erzbischof Karl Braun (1997)

Karl Heinrich Braun (* 13. Dezember 1930 in Kempten (Allgäu) als Karl-Heinz Braun) ist ein deutscher römisch-katholischer Geistlicher und war von 1995 bis 2001 der 74. Erzbischof von Bamberg und Metropolit der Kirchenprovinz Bamberg. Davor war er von 1984 bis 1995 der 80. Bischof von Eichstätt und Großkanzler der Universität Eichstätt.

## Leben und Wirken
Karl Braun wuchs als Kaufmannssohn im bayerischen Kempten auf und besuchte dort das Humanistische Gymnasium Kempten. Er studierte von 1952 bis 1959 an der Päpstlichen Universität Gregoriana in Rom. Am 22. März 1958 empfing er die Diakonweihe und am 10. Oktober 1958 die Priesterweihe für das Bistum Augsburg in Sant’Ignazio in Rom. Danach wirkte er drei Jahre als Kaplan in Grönenbach und Murnau. Von 1962 bis 1966 studierte er in Rom weiter und wurde in Kirchenrecht zum Dr. iur. can. promoviert. In Augsburg wurde er 1966 Domvikar und persönlicher Referent des Bischofs, Sekretär des Priesterrates und des Diözesanpastoralrates sowie Leiter der Vorbereitungskommission der Gemeinsamen Synode der Bistümer in der Bundesrepublik Deutschland, der sogenannten Würzburger Synode. Am 1. Juni 1972 wurde er ins Augsburger Domkapitel berufen. Ebenso war er Cannonicus Theologus, Bischöflicher Vertreter bei Prüfungen an der Theologischen Fakultät der Universität Augsburg, Synodalexaminator, Koordinator und Mitglied der Bischöflichen Studienreformkommission und Bischöflicher Beauftragter für das Theresienwerk e. V. Am 6. November 1978 ernannte ihn Papst Johannes Paul II. zum Päpstlichen Ehrenkaplan und am 20. September 1983 zum Päpstlichen Ehrenprälaten.
Am 17. April 1984 ernannte ihn Johannes Paul II. zum Bischof des Bistums Eichstätt. Die Bischofsweihe spendete ihm sein Vorgänger Alois Brems, der emeritierte Bischof von Eichstätt und Nuntius Erzbischof Guido Del Mestri inthronisierte ihn am 16. Juni 1984. Mitkonsekratoren waren der Bamberger Erzbischof Elmar Maria Kredel und der Augsburger Bischof Josef Stimpfle.
Karl Braun war von 1984 bis 1995 Großkanzler der Katholischen Universität Eichstätt und Vorsitzender des Stiftungsrates der Stiftung Katholische Universität Eichstätt. Er hat maßgeblichen Anteil an der Entwicklung der KU-Eichstätt. Auf seine Initiative hin konnte mit einer Konkordatsänderung im Jahr 1988 die Errichtung der Wirtschaftswissenschaftlichen Fakultät in Ingolstadt ermöglicht werden sowie die Erweiterung des Studienangebotes auf zusätzliche Diplom-, Magister- und Aufbaustudiengänge. Von 1985 bis 1987 war Braun Präsident der deutschen Sektion von Pax Christi.
Am 25. März 1995 wurde er zum Erzbischof des Erzbistums Bamberg und Metropoliten der nordbayerischen Kirchenprovinz ernannt und am 28. Mai desselben Jahres dort von Nuntius Erzbischof Lajos Kada in sein Amt eingeführt. Am 28. Juni 1995 erhielt er von Papst Johannes Paul II. im Petersdom das Pallium überreicht. Die Jahre 1997 bis 2000 waren geprägt vom Bamberger Pastoralgespräch, einem breit angelegten Dialogprozess über Zukunftsfragen der Kirche und des Bamberger Erzbistums. Am 2. Juli 2001 nahm Papst Johannes Paul II. sein Rücktrittsgesuch aus gesundheitlichen Gründen an. Die Leitung des Bistums übernahm Weihbischof Werner Radspieler als Diözesanadministrator. Seither lebt er als Erzbischof Emeritus in Bamberg.
Zu seinen Bamberger Leistungen gehören die Wegbereitung der „Bamberger Pastoralgespräche“, die Gründung der Familieninitiative „Zukunft mit Herz“ sowie der „Initiative Ehrenamt“.

## Bischofswappen

Wappen Karl Brauns als Bischof von Eichstätt

Das Wappen des Bischofs dreifach geteilt zeigt in Feld 1 einen goldenen Stab auf rotem Grund das Wappen des Bistums Eichstätt. Feld 2 zeigen das neunfache Schach, entnommen aus dem Wappen des Roman Giel von Gielsberg, Fürstabtes von Kempten (1639–1673), des Erbauers der neuen Kloster- und Pfarrkirche St. Lorenz in Kempten, der Taufkirche Karl Brauns. Hier wurde er auch gefirmt und feierte seine Primiz. Fünf rote und vier weiße Felder, auf drei weißen Feldern befindet sich jeweils ein Nagel. Die roten Felder symbolisieren die fünf Wunden Christi, die weißen das Kreuz mit den Nägeln. Feld 3 zeigt einen blauen Wellenbalken auf silbernem Grund, der zum einen für das Wasser der Taufe steht, aber auch einen Hinweis auf Wessobrunn und Wemding darstellt, die Marienwallfahrtsorte im Bistum Augsburg und Eichstätt sind.

Wappen des Erzbischofs Karl Braun von Bamberg

Sein Wahlspruch Videbunt in quem transfixerunt („Sie werden auf den schauen, den sie durchbohrt haben“) (Joh 19,37 ) aus der Karfreitagspassion, dem Tag der Ernennung zum Bischof von Eichstätt durch Papst Johannes Paul II.
Das Wappen des Erzbischofs vierfach geteilt zeigt in Feld 1 und 4 einen schwarzen Löwen auf goldenem Grund, den „Bamberger Löwen“ aus der Stauferzeit. Als „Beizeichen“ ist ein silberner Schrägfaden hinzugefügt, als Wappen, des Erzbistums Bamberg. Feld 2 und 3 zeigen das neunfache Schach, entnommen aus dem Wappen des Kemptener Fürstabts Giel von Gielsberg (siehe oben). Als Symbol Mariens ist auf der Herzstelle des Wappenschildes ein blauer Stern aufgesetzt. Die Nägel aber stellen nun eine Verknüpfung zum Bamberger Dom her, dessen wohl von Kaiser Heinrich übereigneter Nagelreliquie bis heute hohe Verehrung zukommt; im Meßtext zum bambergischen Nagelfest werden die Worte des Wahlspruches wiederholt.
Das Pallium und das zweibalkige Vortragekreuz sind die Rangzeichen eines regierenden Metropoliten einer Kirchenprovinz, der grüne Prälatenhut mit 20 Quasten ist das heraldische Zeichen für alle Erzbischöfe.

## Bücher und Schriften (Auswahl)
- Begegnungen mit Therese von Lisieux. Johannes Verlag, Leutesdorf 1987.
- Grundlinien des liturgischen Dienstes von Priestern und Laien. In: Franz Breid (Hrsg.): Der Dienst von Priester und Laie. Wegweisung für das gemeinsame und hierarchische Priestertum an der Wende zum dritten Jahrtausend. Referate der 2. Internationalen Theologischen Sommerakademie 1990 des Linzer Priesterkreises. Steyr 1991, ISBN 3-85068-333-8, S. 97–132.
- Erbe und Hoffnung – Verkündigung zum Lobpreis Mariens. IMR 1991.
- Christus – Vorbild und unendlich mehr. Van Seth Eitensheim 1997.
- Mein Weg. Herausgegeben von Marion Krüger-Hundrup. St. Otto-Verlag, Bamberg 2000, ISBN 978-3-87693-075-6.
- Im Dienst der Einheit. St. Otto Verlag, Bamberg 2000.
- Die Heilig-Geist-Verehrung der heiligen Crescentia Höß. Kunstverlag Fink, Lindenberg 2001, ISBN 978-3-933784-79-7.
- Ins Leben blicken. Heinrichsverlag, Bamberg 2009.
- Die Kreuzestreue des Priesters. Dr. Veit Neumann im Gespräch mit Erzbischof Dr. Karl Braun, Erzbischof em. von Bamberg. Anlässlich seiner Weihe zum Bischof vor 25 Jahren am 16. Juni 1984. Fe-medienverlags GmbH, Kißlegg 2009, ISBN 978-3-939684-49-7.[5]
- Herbstlese. Überlegungen zum Glauben. (2 Bände). Fe-medienverlags GmbH, Kißlegg 2011.
- Bei Christus bleiben. Fe-medienverlags GmbH, Kißlegg 2014.
- Liebstes Bild. Bruder Theophilus und das Ottobeurer Gnadenbild. Kunstverlag Josef Fink. Lindenberg i. A. 2017, ISBN 978-3-95976-066-9 und ISBN 978-3-86357-178-8.
- Maria und der Auferstandene. Kunstverlag Josef Fink. Lindenberg i. A. 2017., ISBN 978-3-86357-179-5.
- Das Turiner Grabtuch. Faszination und Fakten. Gemeinsam mit Barbara Stühlmeyer, Butzon & Bercker Kevelaer 2018, ISBN 978-3-7666-2534-2.
- Pendel, Steine, Nervenkekse. Esoterik im Gespräch mit Hildegard von Bingen. Gemeinsam mit Barbara Stühlmeyer. Butzon & Bercker, Kevelaer 2019, ISBN 978-3-7666-2601-1.
- Lichtworte. Wegweisung in zwielichtiger Zeit. Herausgegeben von Barbara Stühlmeyer. Fe-medienverlags GmbH, Kißlegg 2020, ISBN 978-3-86357-286-0.
- Therese von Lisieux angesichts der Missbrauchskrise. In: Kirche heute Nr. 6, Augsburg, Juni 2022, S. 19–21.

## Ehrungen

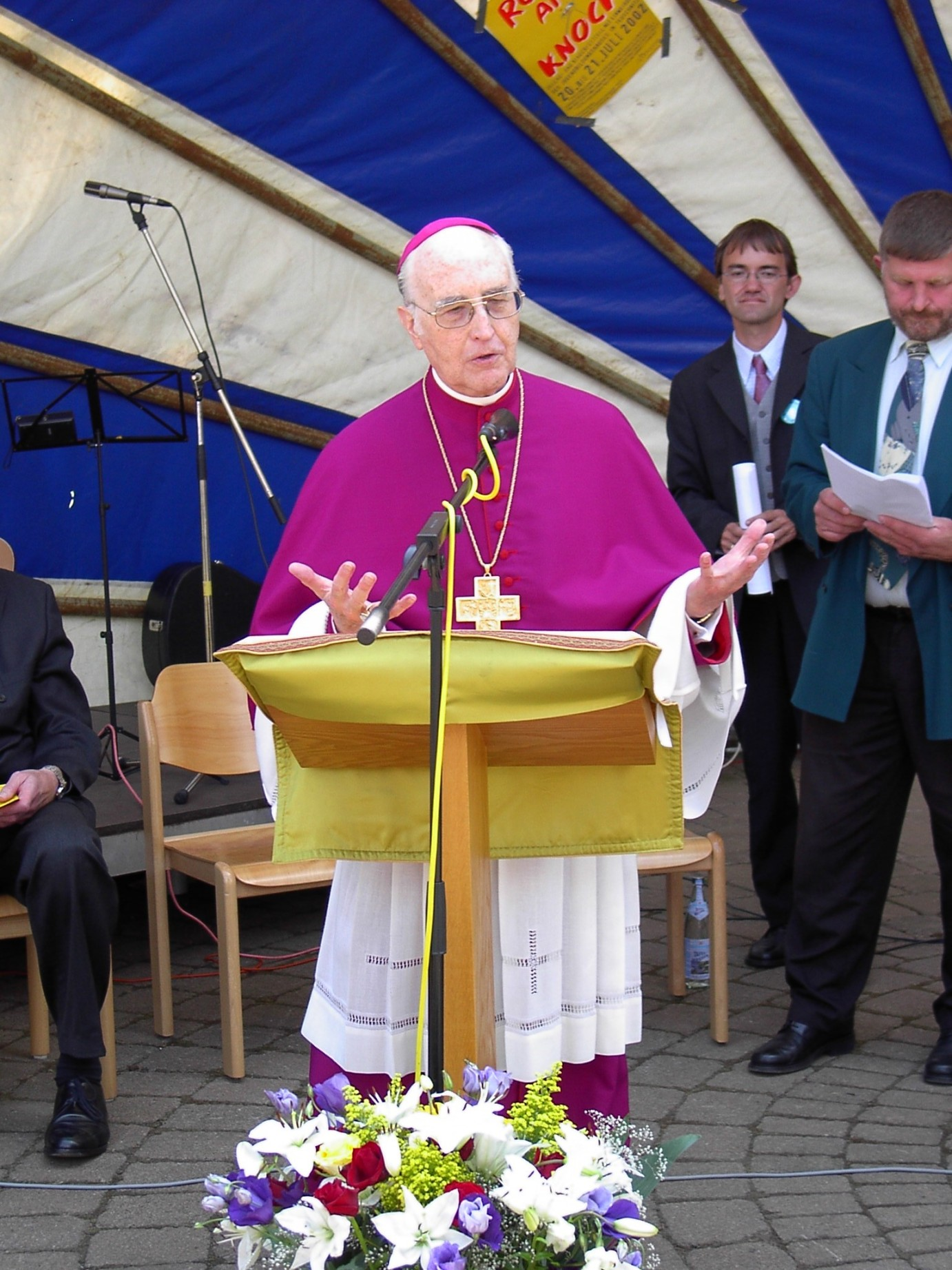
Erzbischof Karl Braun 2002 in Teuschnitz

### Auszeichnungen
- 1978 Päpstlicher Kaplan
- 1983 Päpstlicher Ehrenprälat
- 1990 Bundesverdienstkreuz 1. Klasse
- 1993 Bayerischer Verdienstorden
- 1998 Ehrensenator der Universität Bamberg
- 2001 Ehrenbürger der Stadt Teuschnitz
- 2004 Großes Bundesverdienstkreuz der Bundesrepublik Deutschland
- 2005 wurde ihm die Ehrensenatorwürde der KU-Eichstätt verliehen[6]
- Ehrendomherr der Kathedrale von Augsburg

### Zeugnisse
- Horst Seehofer (Bayerischer Ministerpräsident):

„Als Bischof von Eichstätt in den Jahren von 1984 bis 1995 und als Erzbischof von Bamberg von 1995 bis 2001 war er den Gläubigen ein treuer Hirte und Bruder, ein Vorbild an Glaubensstärke und ein Bote der katholischen Lehre. Er verbindet eine unbeirrbare Grundsatzfestigkeit mit aufrichtiger Gesprächsbereitschaft im ökumenischen Dialog und im Kontakt mit der Gemeinde. Seit jeher geht es ihm um die Gemeinsamkeit in der Kirche und die Überwindung von Trennung – auch im Blick auf die mitunter postulierte Kirche von unten in irrtümlichem Gegensatz zur Amtskirche. Er lehrt die Einheit der katholischen Kirche und Vertrauen auf das Zusammenwirken aller Gläubigen im Gebet.“ (Dez. 2010)
- Robert Zollitsch (Vorsitzender der Deutschen Bischofskonferenz):

„Mehr als 17 Jahre seines Lebens sind von bischöflichem Wirken bestimmt gewesen […] die Förderung der Wissenschaften war ihm dabei stets ein besonderes Anliegen. So sind etwa Geist und Programm der Katholischen Universität Eichstätt wesentlich durch ihn geprägt worden. Wenn ich an seine Zeit als Erzbischof von Bamberg denke, bin ich vor allem an das Bamberger Pastoralgespräch erinnert, dass er in beeindruckender Weise geführt und vorangetrieben hat.“ (Dez. 2010)

### Zueignungen
- Der Kapellmeister des Doms zu Eichstätt und Komponist Wolfram Menschick vertonte 1984 den Wahlspruch Bischof Karl Brauns Videbunt in quem transfixerunt für Chor SATB und Orgel, sowie eine Karl Braun 1995 zum Amtswechsel gewidmete Antiphon Pilger sind wir auf der Erde (Text Klaus Schimmöller), UA: 1995 Willibaldsquartett.
- Der Komponist Ludger Stühlmeyer widmete Erzbischof Karl Braun 2007 eine Kompositionen für Gesang, Soloinstrument und Orgel mit dem Text Adoro te devote des Thomas von Aquin sowie 2017 die Chormotette (SATB) Den Erde, Meer und Firmament zum 87. Geburtstag und den Choral Abendsegen für Chor (SATB) 2018 zum diamantenen Priesterjubiläum.